# Diapterus
As mojarras de espinhas longas são o gênero Diapterus, peixes marinhos da família dos gerreidaes, distribuído por toda a costa de América, tanto a do oceano Pacífico como a do Atlántico.
Têm o corpo pequeno e comprimido lateralmente com um focinho puntiagudo, geralmente de cor plateado, com uma longitude corporal máxima entre 15 e 40 cm, segundo a espécie.

## Espécies
Existem cinco espécies válidas neste género:
- Diapterus auratus (Ranzani, 1842) - Mojarra guacha ou Patao.
- Diapterus aureolus (Jordan e Gilbert, 1882) - Mojarra palometa.
- Diapterus brevirostris (Sauvage, 1879) - Mojarra chata.
- Diapterus peruvianus (Cuvier, 1830) - Mojarra aleteamarilla, Periche ou Mojarra pedorra.
- Diapterus rhombeus (Cuvier, 1829) - Mojarra caitipa, Mojarra de estero ou Mojarra salina.